# Ion Ghica
Ion Ghica (Bucareste, 12 de agosto de 1816 — Ghergani, condado de Dâmboviţa, 7 de maio de 1897) foi um político, revolucionário, matemático e diplomata romeno, que foi primeiro-ministro de seu país em dois períodos, de 28 de julho de 1866 a 13 de março de 1867 e de 26 de dezembro de 1870 a 24 de março de 1871. Era membro da Academia Romena, da qual foi presidente por quatro períodos (1876-1882, 1884-1887, 1890-1893 e 1894-1895). 

## Príncipe de Samos
Enquanto estava em Istambul, ele foi nomeado Bey (governador) de Samos (1854–1859), onde provou suas habilidades de liderança ao extirpar a pirataria local (a maior parte da qual visava transportes que abasteciam a Guerra da Crimeia ). Depois de completar a tarefa, Ghica recebeu o título honorário de Bey de Samos pelo sultão Abd-ul-Mejid I em 1856.

## Carreira política na Romênia
Em 1859, após a união da Moldávia e da Valáquia ter sido efetivada, o príncipe Alexandru Ioan Cuza pediu a Ion Ghica que voltasse. Mais tarde (1866), apesar de ter a confiança do príncipe Cuza, Ghica participou ativamente do agrupamento secreto que garantiu a derrubada de Cuza. Ele foi o primeiro primeiro-ministro sob o príncipe da Romênia (depois rei da Romênia) Carol de Hohenzollern.
Em 1866, Ghica tornou-se o primeiro presidente do recém-criado Banco da Romênia. Ele também é conhecido como uma das primeiras grandes figuras liberais no Reino da Romênia e um dos líderes do incipiente Partido Liberal. O radicalismo de seu grupo, com sua liderança boiarda que engendrou a extinta Revolução, aparecia como republicanismo sempre que Carol abordava os conservadores; Ghica juntou-se ao movimento antidinástico de 1870-1871 que surgiu com a República de Ploiești. A questão da lealdade dos liberais foi finalmente resolvida em 1876, com o excepcionalmente longo Ministério Liberal de Ion C. Brătianu. Em 1881, Ghica foi nomeado ministro romeno em Londres, cargo que manteve até 1889; ele morreu em Ghergani, condado de Dâmbovița.

## Obras
Além de sua distinção política, Ion Ghica ganhou reputação literária ao escrever suas Cartas, endereçadas a Vasile Alecsandri, seu amigo de longa data. Concebidas e escritas durante sua residência em Londres, as cartas retratam o estágio ancestral da sociedade romena, que parecia estar desaparecendo.
 

Ele também foi o autor de Amintiri din pribegie ("Recordações do Exílio"), em 1848, e de Convorbiri Economice ("Conversas sobre Economia"), lidando com grandes questões econômicas. Ele foi o primeiro a defender o favorecimento das iniciativas locais em detrimento dos investimentos estrangeiros na indústria e no comércio – em certa medida, isso assumiu a forma de protecionismo (característica do Partido Liberal durante o período seguinte, e até a Segunda Guerra Mundial).